# Keratinozyt

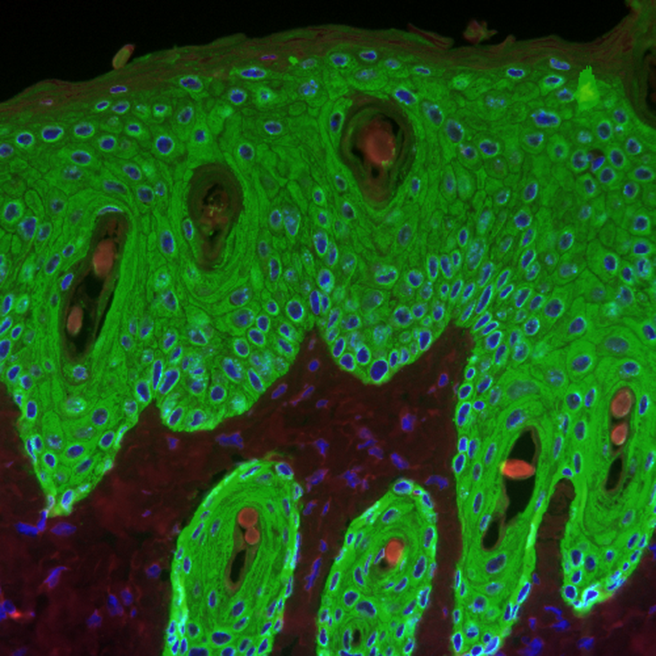
Keratinozyten (grün) in der Haut einer Maus

Der Keratinozyt (synonym: die Hornbildende Zelle) ist der in der Epidermis (Oberhaut) hauptsächlich (über 90 Prozent) vorkommende Zelltyp. Dieser Zelltyp produziert Keratin und differenziert sich im Laufe der Verhornung, während er von der untersten Schicht der Oberhaut zu den obersten Schichten (die der Außenwelt zugewandt sind) gelangt. Im Ergebnis entsteht der Korneozyt (synonym: die Hornzelle).

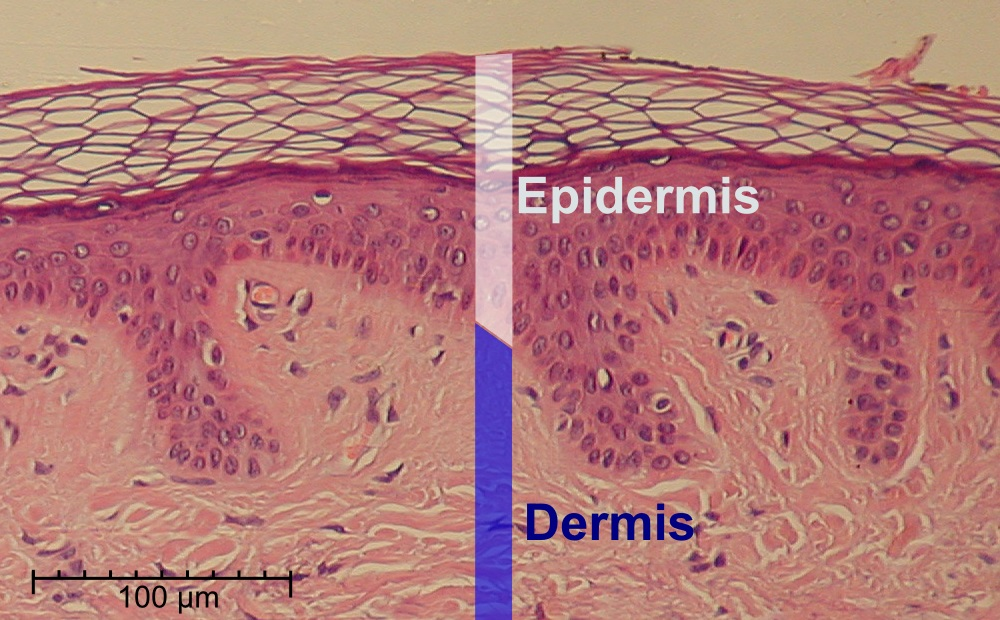
Histologie einer Hautschicht bestehend aus der Dermis und den verschiedenen Schichten der Keratinozyten

## Herkunft und Entwicklung
Keratinozyten stammen von epidermalen Stammzellen ab, die sich im Bereich des Stratum basale oder aber im Bereich der äußeren Wurzelscheide der Haarfollikel befinden. Sie durchwandern, während sie von nachkommenden Zellen nach oben geschoben werden, mehrere Stadien der Entwicklung, bis sie im Stratum corneum eine Schicht aus abgeflachten, toten Korneozyten bilden. 
Die Zeit zwischen Differenzierung im Stratum basale und Abschilferung als Korneozyt im Stratum disjunctum beträgt etwa einen Monat, kann aber bei bestimmten Erkrankungen, z. B. bei Schuppenflechte, verkürzt sein.
Während dieser Differenzierung verändert der Keratinozyt stetig seine Form und geometrische Ausrichtung. Im Stratum basale entstehen die Keratinozyten aus epidermalen Stammzellen und besitzen eine ungefähr zylindrische Form. Im Stratum spinosum beginnt der Umbau der Zellen mit einer Volumenzunahme sowie einer Änderung der Zellachse in eine eher horizontale Richtung. Es werden Keratohyalinkörner gebildet und die Umbauvorgänge schreiten rasch fort. Es kommt zu Abplattung der Zellen, dem Verlust des Zellkernes, zur Schrumpfung aufgrund von Flüssigkeitsverlust sowie schließlich zur Verhornung. In dem folgenden Stratum corneum (Hornschicht) kann man keine Keratinozyten mehr nachweisen. Aus Keratinozyten wurden Korneozyten.

## Aufgaben
Das Stratum corneum bildet eine Barriere, die Fremdkörper und Keime abhält und den Körper vor Austrocknung schützt. 
Keratinozyten sind aktiv an der Immunantwort, an Entzündungsprozessen und bei der Wundheilung beteiligt. Sie können eine Vielzahl von Zytokinen, Wachstumsfaktoren und sogar Komplementfaktoren produzieren. Bei vielen chronisch entzündlichen Hauterkrankungen werden insbesondere TNF-alpha und IL-1, aber auch viele andere Interleukine und Chemokine freigesetzt.
Keratinozyten tragen zum UV-Schutz bei, indem sie Melanosomen (melaninhaltige Vesikel) von Melanozyten aufnehmen. Das Melanin wird um den Zellkern gelagert und schützt diesen vor UV-bedingten Schäden.